# Lau Lauritzen junior
Lau Harald Lauritzen junior (født 26. juni 1910 i Vejle, død 12. maj 1977) var en dansk skuespiller og instruktør, og søn af Lau Lauritzen (som derfor kaldtes senior).
Han var fotograf hos faderen på Palladium 1931-1933 og debuterede som filmskuespiller i 1934.
Han var manuskriptforfatter fra 1929.
Kunstnerisk leder og medlem af bestyrelsen for ASA 1937 og firmaets direktør 1945-1964.
Han havde produktionsbevilling til biografen Kinopalæet på Frederiksberg 1948-1965.
Flere af hans film er iscenesat i samarbejde med Alice O'Fredericks og Bodil Ipsen.
Gift 1945 med skuespiller Lisbeth Movin.  Parret er begravet på Hørsholm Kirkegård.

## Filmografi
Blandt de film han medvirkede i kan nævnes:
- Ud i den kolde sne – 1934
- Week-End – 1935
- Snushanerne – 1936
- En fuldendt gentleman – 1937
- Frøken Møllers jubilæum – 1937
- Der var engang en vicevært – 1937
- Alarm – 1938
- Blaavand melder storm – 1938
- De tre, måske fire – 1939
- Nordhavets mænd – 1939
- En ganske almindelig pige – 1940
- En desertør – 1940
- Familien Olsen – 1940
- Pas på svinget i Solby – 1940
- Far skal giftes – 1941
- Frøken Kirkemus – 1941
- Niels Pind og hans dreng – 1941
- Tror du jeg er født i går? – 1941
- Afsporet – 1942
- Frøken Vildkat – 1942
- Søren Søndervold – 1942
- Det ender med bryllup – 1943
- Hans onsdagsveninde – 1943
- Jeg mødte en morder – 1943
- Frihed, lighed og Louise – 1944
- Bedstemor går amok – 1944
- De røde enge – 1945
- Panik i familien – 1945
- Affæren Birte – 1945
- De kloge og vi gale – 1945
- Jeg elsker en anden – 1946
- Lise kommer til byen – 1947
- Familien Swedenhielm – 1947
- Når katten er ude – 1947
- Røverne fra Rold – 1947
- Støt står den danske sømand – 1948
- Vi vil ha' et barn – 1949
- Café Paradis – 1950
- Den opvakte jomfru – 1950
- Det sande ansigt – 1951
- Vejrhanen – 1952
- Farlig ungdom – 1953
- En sømand går i land – 1954
- Taxa K-1640 Efterlyses – 1956
- Verdens rigeste pige – 1958
- Sømand i knibe – 1960
- Min kone fra Paris – 1961
- Rikki og mændene – 1962
- Jensen længe leve – 1965
- Mig og min lillebror – 1967
- Mig og min lillebror og storsmuglerne – 1968